# Abd al-Masih Salib al-Masudi
Abd al-Masih Salib al-Masudi (arabsky: القمص عبد المسيح صليب المسعودي‎) (1848–1935)  byl egyptský mnich a spisovatel. 

## Životopis
Byl vysvěcen na mnicha svým strýcem Abd al-Masih al-Kabirem v roce 1874. Sloužil v monastýru Paromeos v obci Wádí el Natrun a byl povolán Cyrilem V. z Alexandrie, aby pomáhal se správou koptské pravoslavné církve v Káhiře. 
Během svého života se naučil hebrejsky, syrsky, řecky a koptsky. Kromě toho byl také spisovatelem. Zemřel v roce 1935, ve věku 87 let.